# Jacob van Heemskerk
Jacob van Heemskerck (3 de março de 1567 – 25 de abril de 1607) foi um explorador e oficial naval neerlandês. É geralmente conhecido por sua vitória sobre os espanhóis na Batalha de Gibraltar, onde acabou perdendo a vida.

## Vida inicial
Jacob van Heemskerck nasceu em Amsterdã em 1567. É descrito como tendo feições delicadas, grandes olhos castanhos, nariz fino e alto, cabelos e barba louros, e uma expressão suave e gentil. Sob uma aparência tranquila e vestimenta simples havia uma natureza ousada e ambição indomável por distinção militar e naval.

## Carreira

### Exploração ártica

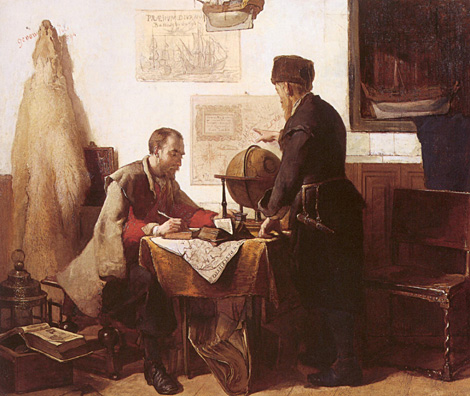
Willem Barentsz e Jacob van Heemskerck traçando sua rota

A fama inicial de Heemskerck surgiu de uma tentativa de descobrir uma passagem ártica da Europa para a China. Duas embarcações partiram de Amsterdã em 10 de maio de 1596, sob o comando de Heemskerck e Jan Rijp. Willem Barentsz acompanhou Heemskerck como piloto, e Gerrit de Veer, o historiador da viagem, estava a bordo como imediato.
As massas de gelo nos estreitos que levam ao Mar de Kara, e a natureza impenetrável do gelo próximo à Nova Zembla, sugeriram a conveniência de evitar a terra e, mantendo um curso ao norte, buscar uma passagem em mar aberto. Navegaram para o norte e, em 9 de junho, descobriram a Ilha do Urso no Mar de Barents. Continuando no mesmo curso, avistaram uma terra montanhosa coberta de neve em cerca de 80° N., sendo logo depois detidos pelo gelo polar. Esta importante descoberta foi chamada de Svalbard, e acreditava-se—incorretamente—ser parte da Groenlândia.
Chegando à Ilha do Urso novamente em 1° de julho, Rijp se separou, enquanto Heemskerck e Barents prosseguiram para leste, pretendendo contornar a extremidade norte da Nova Zembla. Em 26 de agosto, chegaram ao Porto do Gelo, após contornar a extremidade norte da terra. Aqui sua embarcação ficou ancorada no gelo e passaram o inverno em uma casa construída com madeira à deriva e tábuas do convés intermediário e da casa do convés da embarcação.
Em 13 de junho, abriram caminho em dois barcos abertos até a costa da Lapônia; mas Barents morreu durante a viagem, em 20 de junho. Esta foi a primeira vez que um inverno ártico foi enfrentado com sucesso; a viagem está entre as primeiras das empreitadas polares do século XVI, e levou às florescentes indústrias baleeiras e de focas que por muito tempo enriqueceram os Países Baixos.

### As Índias Orientais
Heemskerck posteriormente serviu como vice-almirante, protegendo o transporte mercante neerlandês em viagens para a China e as Índias Orientais Neerlandesas e participando da segunda expedição neerlandesa à Indonésia. Em 1° de maio de 1598, Heemskerck partiu de Texel em uma frota de oito navios com destino ao Oriente e retornou a Texel em 19 de maio de 1600. Navegou novamente no ano seguinte em uma frota combinada de treze navios com o Almirante Wolphert Harmensz. A frota se dividiu nos Açores, com Harmensz indo para Maurício e Heemskerck seguindo diretamente para as Molucas.
Em 25 de fevereiro de 1603, três navios neerlandeses sob o comando de Heemskerck atacaram e capturaram uma carraca mercante portuguesa, Santa Catarina, ao largo da costa oriental de Singapura. A decisão subsequente do Almirantado de Amsterdã de tomar o navio e sua carga como presa, apesar das demandas de Portugal, tornou-se o casus belli para a Guerra Luso-Neerlandesa que durou até 1663.

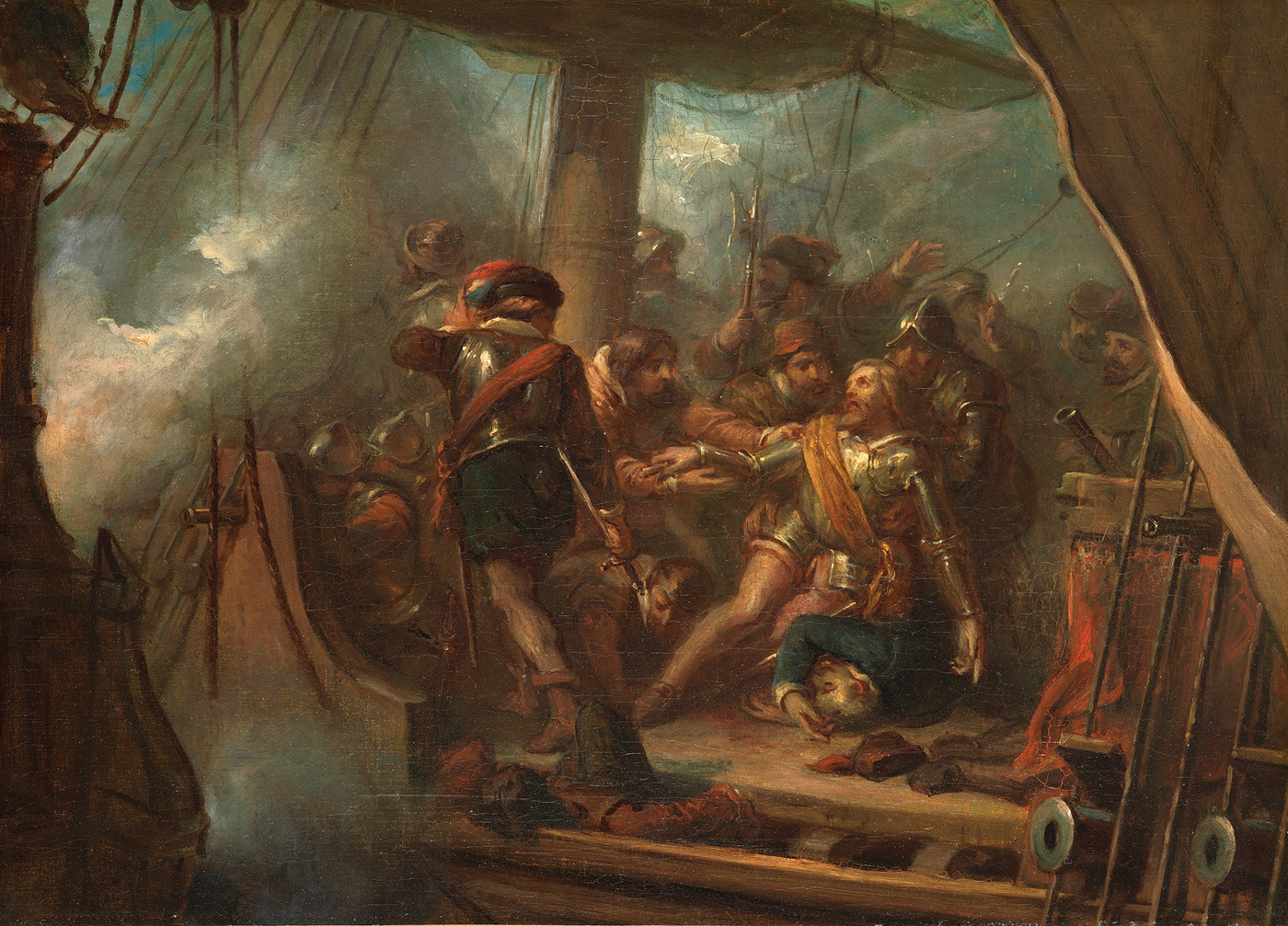
A morte de Van Heemskerck na Batalha de Gibraltar

J. K. J. de Jonge descreveu Heemskerck como "menos um marinheiro rude, mais um Drake ou um Cavendish, um aventureiro cavalheiro, um tanto orgulhoso e altivo, mas polido e sem medo de nada". Quando repreendido por um funcionário em Madura por arriscar a propriedade da companhia, Heemskerck respondeu: "Onde arriscamos nossas vidas, os senhores da Companhia devem arriscar seus navios e cargas". Ele sabia como inspirar seus homens com uma confiança cega em si mesmo. Quando Heemskerck estava a bordo de uma embarcação, os marinheiros se sentiam seguros. Uma batalha eles chamavam de "luta de Heemskerck".

### Gibraltar
Heemskerck morreu em resultado de ferimentos na perna causados por uma bala de canhão, durante a Batalha de Gibraltar, um confronto no qual uma frota espanhola de 21 embarcações foi inteiramente destruída. Seu corpo foi levado de volta a Amsterdã para ser enterrado com todas as honras na Oude Kerk, Amsterdã. A armadura de Heemskerck—menos uma coxeira despedaçada pela bala de canhão fatal—está em exibição no Rijksmuseum em Amsterdã.